# Long Sơn, Sơn Động
Long Sơn là một xã thuộc huyện Sơn Động, tỉnh Bắc Giang, Việt Nam.

## Địa lý
Xã Long Sơn có diện tích 65,36 km², dân số năm 1999 là 4.729 người, mật độ dân số đạt 72 người/km².

## Hành chính
Xã Long Sơn được chia thành 5 thôn: Hạ, Thượng, Tẩu, Đẫng, Thanh Hương.